# مايلز جاكسون
مايلز جاكسون (بالإنجليزية: Myles Jackson)‏ هو مؤرخ أمريكي، ولد في 25 نوفمبر 1964 في باترسون في الولايات المتحدة.